# Вандом, Жан
Жан Вандом (Ohan Tuhdarian, Тудариан, фр. Jean Vendome, фр. Jean Tuhdarian; Лион, Франция, 18 апреля 1930 —  9 августа 2017, Франция) — французский ювелир, пионер современного ювелирного дела. Создал более 30 000 предметов. Стал самым копируемым в мире ювелиром-новатором.    

## Биография
Родился в армянской семье с именем Оган Тухдарян. Его отец был кузнецом, мать — ткачихой. В 1939 году он переехал с семьей в пригород Парижа, и в возрасте 13 лет он поступил учеником в ювелирную мастерскую своего дяди, изучая основы своего ремесла. Он открыл свою собственную мастерскую в возрасте всего 18 лет, оставив её в руках своей сестры, когда ушёл на военную службу. Находясь в Орлеане, он получил разрешение брать уроки рисования в Школе изящных искусств, а также изучал геммологию, развивая страсть к скульптуре и глубокую привязанность к натуральным драгоценным камням и минералам. 
Вернувшись в свою парижскую мастерскую после войны, он изготавливал драгоценности для Place Vandôme Maisons и начал показывать свои собственные творения на ювелирных ярмарках, таких как Bijhorca, где, назвав свою компанию Vendome, он был вынужден переименовать свой бизнес в Jean Vendome. В 1950 году Жан Кокто забрел в свой бутик на бульваре Вольтера с золотым самородком, который он хотел превратить в ювелирное украшение. Жан Вандом изготавливал запонки, используя инновационный метод обработки золота, чтобы воспроизвести вид оригинального самородка, и эта техника стала основой его первой коллекции Pépite. 
С этого времени, на протяжении 1950-х и 1960-х годов, он непрестанно экспериментировал, исследуя формы, обстановку, темы и работая с необработанными минералами, которые его завораживали, с их образованиями, особенностями и несовершенствами. Он считал, что минералы сами по себе являются скульптурами. Он продолжал создавать уникальные художественные драгоценности, некоторые архитектурные по форме, другие органические, вдохновленные искусством и природой, небоскребами или вулканами, полярными землями и небесными пейзажами, льдом и звездами, кинетическим искусством, драгоценностями Рене Лалика, скульптурами Генри Мура и Nouveau Réalistes.
В 1961 году работа Вандома была включена в знаковую выставку Modern Jewelry в Goldsmiths' Hall в Лондоне и с тех пор часто выставлялась рядом с работами художников, включая Брака и Дали, а также в Salon des Artistes Décorateurs в 1967 и 1972 годах и в Музеях естественной истории в Париже и Лионе. 